# Natalia Ginzburg
Natalia Ginzburg (n. 14 iulie 1916, Palermo, Regatul Italiei – d. 7 octombrie 1991, Roma, Italia) a fost o scriitoare italiană, cu rădăcini evreiești.

## Biografie
Născută la Palermo în 1916, Natalia Ginzburg a fost fiica mezină dintre cei cinci copii ai medicului și histologului evreu Giuseppe Levi, originar din Triest, și a Lidiei, născută Tanzi, fiica unei familii de intelectuali italieni catolici. A fost căsătorită cu jurnalistul Leone Ginzburg, care a condus o editură pentru o perioadă. Soțul ei a fost arestat pentru activități antifasciste și a murit în închisoare. Ea s-a recăsătorit apoi cu Gabriele Baldini.

## Prezentare
Scrierile sale explorează relațiile interumane, politica și filozofia.
Nuvelele sale autobiografice sunt inspirate din rezistența antifascistă a intelectualilor italieni.

## Opera
- 1947 - Așa a fost ("È stato cosi")
- 1942 - Drumul care duce în oraș ("La strada che va in città")
- 1952 - Tot trecutul nostru ("Tutti i nostri ieri")
- 1963 - Lexic de familie ("Lessico familiare"), opera sa reprezentativă, traducere de Liliana Nechita, Humanitas Fiction, 2025.
- 1968 - Săgetătorul, Editura pentru Literatură Universală, București (trad. romanului Sagittario, Einaudi, Torino, 1957)